# فلافيان بويومو
فلافيان إنزو ثيدورت بويومو لاعب كرة قدم فرنسي يلعب كمدافع مع نادي ألباسيتي الإسباني.